# Cathlyn Vergara
Cathlyn Gee Villanueva Vergara (ur. 7 października 2004) – filipińska zapaśniczka walcząca w stylu wolnym. Brązowa medalistka igrzysk Azji Południowo-Wschodniej w 2023. Trzecia na mistrzostwach Azji Południowo-Wschodniej w 2023 roku. 
Jej matka Cristina Villanueva, także jest zapaśniczką.